# Ogolev
Ogolev (in russo Оголев?; IPA:  [ˈoɡəlʲɪf] ) è stato un chutor cosacco dell'Impero russo e dell'Unione Sovietica. Situato lungo il fiume Don, era compreso nell'uezd di Bogučar e dal 1928 nel Bogučarskij rajon, che dal 1934 fa parte dell'oblast' di Voronež.

## Storia

### Epoca antica
L'insediamento era già abitato dai Sarmati nel I-II secolo d.C., come evidenziato dal ritrovamento, avvenuto nel 1996, di tumuli funerari (kurgan) risalenti a tale epoca e contenenti stoviglie di argilla e ceramica e altri ornamenti.
Gli scavi archeologici, diretti da V. D. Berezuckij, furono condotti da una squadra dell'Università pedagogica di Voronež, che esaminò l'ansa del Don tra i villaggi di Krasnogorovka e Abrosimovo e vi individuò gli antichi insediamenti detti Ryžkin Kordon e Krutaja Balka, quest'ultimo proprio nella zona di Ogolev.

### Età contemporanea
In epoca imperiale dal chutor di Ogolev, abitato dai cosacchi, passava l'ormai scomparsa strada di Čerkassk, itinerario postale che univa Stavropol' a Mosca.
Nel 1859 vivevano nel chutor 135 persone ed erano attivi tre mulini a vento; nel 1885 erano attestate 18 desjatine di terra coltivata e una desjatina destinata al pascolo. Nel 1900 la popolazione era quasi raddoppiata ed era attivo un mulino ad acqua. Dal 1927 Ogolev fu compreso, con Krasnogorovka e Abrosimovo, all'interno del kolchoz "Krasnyj Don" ("Don rosso"), di cui era ancora certificata l'esistenza nel 1959, e nel quale gli abitanti si occupavano principalmente di agricoltura e di allevamento in tre fattorie zootecniche.
Durante la Seconda guerra mondiale il chutor fu occupato nel luglio 1942 dalle truppe italo-tedesche e liberato dall'Armata Rossa l'11 dicembre dello stesso anno nel corso dei preliminari all'operazione Piccolo Saturno. L'attacco a Ogolev, dove era di stanza la Divisione Pasubio, fu condotto dal 113º reggimento della 38ª Divisione fucilieri della Guardia. Nel proprio rapporto al termine della giornata, il maggiore Matvej Jakovlevič Karnauchov, comandante del reggimento, calcolò tra le proprie truppe 10 caduti e 74 feriti.
Nei tre giorni successivi Ogolev fu teatro di aspri scontri in cui l'Armata Rossa respinse i vani tentativi italiani di recuperare la posizione. Un rapporto sovietico del 14 dicembre parla di 9 morti e 39 feriti nel 113º reggimento della Guardia e stima fino a 130 il numero dei caduti italiani.
Nel 1965 il chutor contava 113 abitanti, ed è stato definitivamente abbandonato dagli ultimi residenti nel 1972.